# Dendryphantes tuvinensis
Dendryphantes tuvinensis är en spindelart som beskrevs av Dmitri Viktorovich Logunov 1991. Dendryphantes tuvinensis ingår i släktet Dendryphantes och familjen hoppspindlar. Inga underarter finns listade i Catalogue of Life.